# Rhododraparnaldia oregonica
Rhododraparnaldia, monotipski rod crvenih algi iz porodice Balbianiaceae, jedina u redu Balbianiales i dio je podrazreda Nemaliophycidae. Jedina je vrsta slatkovodna alga R. oregonica iz američke države Oregon
Novi rod i vrsta otkriveni su i opisani 1994.